# Učivo
Učivo je systém poznatků a činností, které si mají žáci osvojit při výuce ve škole, kde se uplatňuje proces učení. Lze jej také definovat jako didaktickou transformaci obsahu vzdělání, kterou provádí škola a učitel předmětu. Rozsah učiva stanovují učební osnovy.
Za učivo považujeme:
- poznatky
- nácvik dovedností
- způsoby a modely řešení problémů
- prožitky
- postoje a vlastnosti člověka